# Дурандин, Валерий Константинович
Вале́рий Константи́нович Дура́ндин (р. 6 марта 1948, Москва) — советский и российский поп-музыкант (бас-гитарист, певец, аранжировщик, композитор). Участник вокально-инструментальных ансамблей (ВИА) «Москвичи», «Верные друзья», «Экипаж», «Весёлые ребята», «Добры молодцы». Первый исполнитель песни «Девятый класс» (1974).

## Биография

### Детство и юность
Валерий Дурандин родился 6 марта 1948 года в Москве. В семилетнем возрасте в 1955 году поступил в Московского хоровое училище. После окончания хорового училища в 1965 году поступил в Государственный музыкально-педагогический институт имени Гнесиных на специальность «Дирижёр хора». Учась в институте, Валерий Дурандин постоянно подрабатывал на эстраде и пропускал много занятий. В результате педагог Дурандина по специальности Виктор Попов решил не допустить его к экзамену по специальности и отправить его в армию, где Дурандин должен был «повзрослеть».
К этому времени Валерий Дурандин и Николай Желтовский с барабанщиком по прозвищу Пьер собрали собственную группу, в которой играли главным образом песни Желтовского. Репетиционная база ансамбля была в одном из домов культуры на Профсоюзной улице. Съездив в одну гастрольную поездку на юг, группа распалась. Тем не менее, директор дома культуры, оценив потенциал ансамбля, предложил Валерию Дурандину «отмазать» его от армии, если тот согласится играть в его ДК на танцах. Но начав хлопотать за молодого музыканта, он столкнулся с тем, что Дурандин уже был зарезервирован в военкомате как бас-гитарист каким-то московским армейским ансамблем.

### Служба в армии
В 1967 году Валерий Дурандин был призван на срочную службу в Советскую армию и попал в Сокольники в военный ансамбль, который оказался «настоящей рок-группой „Сириус“». Все её участники были москвичами. Достаточно успешная группа занимала призовые места на различных смотрах, выступала про протекции Юрия Айзеншписа в кафе «Молодёжное». Группа исполняла только собственные песни, которые писали все участники, среди которых в этом отношении выделялся Александр Горелов. Валерий Дурандин был руководителем. Играли на «самопальной», но неплохой аппаратуре. В отношении группы полностью отсутствовала какая бы то ни было цензура: «пели, что хотели, и играли, что хотели». Кроме Дурандина лишь один гитарист из группы остался после армии на эстраде.
В 1967 году с группой произошёл беспрецедентный по тому времени случай. «Сириус» играл на выпускном вечере внучки генерала Леонида Чувахина и в три часа ночи, после того как Чувахин музыкантам «поставил за то, что хорошо играли», группа вместе с выпускниками поехала на Красную площадь. Военная машина была пропущена кремлёвской охраной, подъехала прямо к мавзолею и немного пьяные солдаты-музыканты, тут же выгрузившись, начали играть акустический (аккордеон, труба, саксофон) рок-н-ролльный концерт. Вся Красная площадь, забитая выпускниками, начала танцевать. После этого группа переместилась на Васильевский спуск, немного поиграла там и отправилась обратно в часть. Спустя сорок с лишним лет Валерий Дурандин так оценивал этот случай: «думаю, что если бы мы попались, то лет пять дисбата получили бы».
Валерий Дурандин попал в первый призыв, который служил два года вместо трёх. Это значительно усугубило дедовщину в отношении к его призыву со стороны старослужащих, которым пришлось служить три года. В 1969 году Валерий Дурандин и все участники группы «Сириус» демобилизовались и пытались устроиться в МОМА. Однако, отношение администрации к электроинструментам в то время было ещё отрицательное, в работе им было отказано, и «мы как-то все и разбрелись». Дурандин восстановился в Гнесинском институте и окончил его в 1972 году.

## Песни

### Вокал
- Девятый класс (Борис Монастырский — Юрий Рыбчинский) — первый исполнитель (в составе ВИА «Верные друзья»).
- Лишний билет (Сергей Березин — Леонид Дербенёв) — первый исполнитель (в составе ВИА «Верные друзья»).
- Наташа (также известна как «Наташка») — исполнял в составе ВИА «Весёлые ребята» после ухода из ансамбля в 1975 году первого исполнителя Вячеслава Малежика[1].
- Снегурочка (Леонид Гарин — Наум Олев) — первый исполнитель (в составе ВИА «Верные друзья»).
- Ты прекрасна, любовь  (Р. и Б. Гибб — русский текст В. Дюнина) — в составе музыкальной группы «Экипаж».

### Автор
- Где-то край света (слова Сергей Алиханов)
- Если б не суббота (слова Виктор Дюнин) — вокал Михаил Файбушевич, подпевка Алексей Пузырёв и Валерий Дурандин (в составе ВИА «Весёлые ребята»)
- Когда придёт любовь (слова Игорь Кохановский)
- У камина (слова Игорь Кохановский)

### Аранжировка
- Не зря тебя назвали москвичом (Александра Пахмутова — Николай Добронравов) (в составе ВИА «Москвичи»)[1]
- Ой, мороз, мороз (русская народная песня) — вокал Юлий Слободкин (в составе ВИА «Москвичи»)[1]

## Интервью
- Колпаков Валерий, Соловьёв Сергей. Валерий Дурандин: Я играл рок на Красной площади: [Интервью с Валерием Дурандиным]. Вокально-инструментальная эра (март 2011). Дата обращения: 7 марта 2017.